# Canton de Marans
Le canton de Marans est une circonscription électorale française située dans le département de la Charente-Maritime et la région Nouvelle-Aquitaine.

## Histoire
Un nouveau découpage territorial de la Charente-Maritime entre en vigueur en mars 2015, défini par le décret du 27 février 2014, en application des lois du 17 mai 2013 (loi organique 2013-402 et loi 2013-403). Les conseillers départementaux sont, à compter de ces élections, élus au scrutin majoritaire binominal mixte. Les électeurs de chaque canton élisent au Conseil départemental, nouvelle appellation du Conseil général, deux membres de sexe différent, qui se présentent en binôme de candidats. Les conseillers départementaux sont élus pour 6 ans au scrutin binominal majoritaire à deux tours, l'accès au second tour nécessitant 12,5 % des inscrits au 1er tour. En outre la totalité des conseillers départementaux est renouvelée. Ce nouveau mode de scrutin nécessite un redécoupage des cantons dont le nombre est divisé par deux avec arrondi à l'unité impaire supérieure si ce nombre n'est pas entier impair, assorti de conditions de seuils minimaux. En Charente-Maritime, le nombre de cantons passe ainsi de 51 à 27. 
Le canton de Marans est conservé mais voit sa composition remaniée : il passe de 6 à 20 communes, issues des anciens cantons de Courçon (l'intégralité des 14 communes) et de Marans (l'intégralité des 6 communes). Il est entièrement inclus dans l'arrondissement de La Rochelle. Le bureau centralisateur est situé à Marans.

## Géographie
Ce canton est organisé autour de Marans dans l'arrondissement de La Rochelle. Son altitude varie de 0 m (Andilly) à 25 m (Saint-Ouen-d'Aunis) pour une altitude moyenne de 6 m.

## Représentation

### Conseillers d'arrondissement (de 1833 à 1940)
| Période                                  | Période              | Identité                              | Étiquette   | Qualité |
| ---------------------------------------- | -------------------- | ------------------------------------- | ----------- | --- |
| 1833                                     | 1861                 | François Joseph Gaudineau (1791-1869) |             | Notaire, conseiller municipal de Marans, propriétaire à Niort (Deux-Sèvres)                                 |
|                                          |                      |                                       |             | |
|                                          | 1880                 | Édouard Bérard                        |             | Propriétaire, maire de Longèves                                                                             |
| 1880                                     | 1885 (démission)     | Henry Toutant                         | Rad.        | Docteur en médecine et en chirurgie, conseiller municipal de Marans                                         |
| 1886                                     | 1907                 | M. Raoult                             | Républicain | Maire de Marans                                                                                             |
| 1907                                     | février 1912 (décès) | M. Gazeau                             | Rad.        | Ancien percepteur, conseiller municipal de Marans                                                           |
| 1913                                     | 1921 (décès)         | Louis Luzet                           | Rad.        | Négociant à Marans                                                                                          |
| 1921                                     | 1923                 | Jean Piveteaud                        | Rad.        | Agent voyer, adjoint au maire de Marans                                                                     |
| 18 mars 1923                             | 1927                 | Eustache Vincent                      | Rad.        | Vétérinaire à Marans                                                                                        |
| 1927                                     | 1940                 | Camille Petit                         | RG          | Agriculteur, maire de Marans                                                                                |
| 1940                                     |                      |                                       |             | Les conseils d'arrondissement ont été suspendus par la loi du 12 octobre 1940 et n'ont jamais été réactivés |
| Les données manquantes sont à compléter. |                      |                                       |             | |

### Conseillers généraux de 1833 à 2015
| Période      | Période              | Identité                             | Étiquette     | Qualité                                                                                        |
| ------------ | -------------------- | ------------------------------------ | ------------- | ---------------------------------------------------------------------------------------------- |
| 1833         | 1861 (décès)         | Jean Charles Rodier                  |               | Médecin - Maire de Marans                                                                      |
| 1861         | 1880                 | Alexandre Rodier (fils du précédent) | Droite        | Médecin, propriétaire à Marans                                                                 |
| 1880         | 1884 (décès)         | Ernest Bonneau                       | Républicain   | maire de Marans (1870-1871)                                                                    |
| 1885         | 1896 (décès)         | Jean Charles Henry Toutant           | Rad.          | Médecin à Marans, ancien chirurgien de la Marine                                               |
| 1896         | 1901 (décès)         | Léopold Luzet                        |               | Négociant à Marans                                                                             |
| 1901         | 1904                 | Élie Guicheteau                      | Conservateur  | Agriculteur, conseiller municipal de Marans                                                    |
| 1904         | 1912 (décès)         | Paul Fleury                          | Républicain   | Pharmacien, maire de Marans (1909-1912)                                                        |
| 1912         | 1919                 | Alexandre Chesneau                   | Républicain   | Médecin                                                                                        |
| 1919         | 1922                 | Etienne Raoult                       | Républicain   | Négociant, conseiller municipal de Marans                                                      |
| 1922         | 1922 (décès)         | Pierre Landrodie                     | Rad.          | Ancien préfet Sénateur (1920-1922)                                                             |
| janvier 1923 | juillet 1927 (décès) | Jean Piveteau                        | Rad.          | Agent voyer à Marans, conseiller d'arrondissement                                              |
| 1927         | 1940                 | Eustache Vincent (1879-1940)         | Rad.          | Vétérinaire, Premier adjoint au maire de Marans, conseiller d'arrondissement                   |
|              |                      |                                      |               |                                                                                                |
| 1943         | 1945                 | Henri Petiteau (1879-1958)           | ?             | Maire de Villedoux Nommé conseiller départemental en 1943                                      |
|              |                      |                                      |               |                                                                                                |
| 1945         | 1949                 | M. Camille Petit                     | Rad. puis RI  | Ancien maire de Marans (1935-1944), ancien conseiller d'arrondissement                         |
| 1949         | 1985                 | Roland Le Bigot (1906-1994)          | Rad. puis MRG | Vétérinaire Suppléant du député Michel Crépeau (1973-1981)                                     |
| 1985         | 2004                 | Bernard Bouchereau                   | DVD           | Commerçant Maire de Marans (1989-2008)                                                         |
| 2004         | 2011                 | Bernard Ferrier                      | les Verts     | Retraité de l'enseignement Maire de Marans (2008-2014)                                         |
| 2011         | 2015                 | Patrick Blanchard                    | DVD           | Permanent politique Maire de Longèves Président de la communauté de communes du Pays Marandais |

### Représentation après 2015
| Période élective | Période élective | Mandat | Mandat   | Identité            | Nuance | Nuance | Qualité |
| ---------------- | ---------------- | ------ | -------- | ------------------- | ------ | ------ | --- |
| 2015             | 2021             | 2015   | 2021     | Karine Dupraz       |        | DVG    | Professeure agrégée d'histoire Adjointe au maire d'Andilly (conseillère municipale depuis 2020)                |
| 2015             | 2021             | 2015   | 2021     | Denis Petit         |        | PRG    | Directeur d'école, maire de Saint-Jean-de-Liversay (1995-2020), ancien conseiller général du canton de Courçon |
| 2021             | 2028             | 2021   | en cours | Valérie Amy-Moie    |        | DVC    | Maire de Saint-Ouen-d'Aunis                                                                                    |
| 2021             | 2028             | 2021   | en cours | Jean-Pierre Servant |        | DVC    | Maire de La Ronde Président de la Communauté de communes Aunis Atlantique                                      |

### Résultats détaillés

#### Élections de mars 2015
À l'issue du 1er tour des élections départementales de 2015, deux binômes sont en ballottage : Karine Dupraz et Denis Petit (Union de la Gauche, 28,92 %) et Arnaud Humbert et Catherine Pelloquin (FN, 27,59 %). Le taux de participation est de 48,45 % (9 251 votants sur 19 092 inscrits) contre 50,08 % au niveau départementalet 50,17 % au niveau national.
Au second tour, Karine Dupraz et Denis Petit (Union de la Gauche) sont élus avec 63,34 % des suffrages exprimés et un taux de participation de 50,67 % (5 565 voix pour 9 673 votants et 19 092 inscrits).

#### Élections de juin 2021
Le premier tour des élections départementales de 2021 est marqué par un très faible taux de participation (33,26 % au niveau national). Dans le canton de Marans, ce taux de participation est de 29,53 % (6 312 votants sur 21 374 inscrits) contre 33,83 % au niveau départemental. À l'issue de ce premier tour, deux binômes sont en ballottage : Valérie Amy-Moie et Jean-Pierre Servant (DVC, 50,92 %) et Karine Dupraz et Thierry Rambaud (DVG, 26,22 %).
Le second tour des élections est marqué une nouvelle fois par une abstention massive équivalente au premier tour. Les taux de participation sont de 34,3 % au niveau national, 34,56 % dans le département et 29,55 % dans le canton de Marans. Valérie Amy-Moie et Jean-Pierre Servant (DVC) sont élus avec 65,4 % des suffrages exprimés (3 738 voix pour 6 318 votants et 21 379 inscrits),,.

## Composition

### Composition avant 2015

Situation du canton de Marans dans le département de la Charente-Maritime avant 2015.

Le canton de Marans regroupait six communes.
| Nom                | Code Insee | Codepostal | Superficie (km2) | Population (dernière pop. légale) | Densité (hab./km2) |
| ------------------ | ---------- | ---------- | ---------------- | --------------------------------- | ------------------ |
| Marans (chef-lieu) | 17218      | 17230      | 82,49            | 4 628 (2012)                      | 56                 |
| Andilly            | 17008      | 17230      | 28,63            | 2 039 (2012)                      | 71                 |
| Charron            | 17091      | 17230      | 37,54            | 1 896 (2012)                      | 51                 |
| Longèves           | 17208      | 17230      | 12,63            | 868 (2012)                        | 69                 |
| Saint-Ouen-d'Aunis | 17376      | 17230      | 8,82             | 1 301 (2012)                      | 148                |
| Villedoux          | 17472      | 17230      | 15,84            | 1 892 (2012)                      | 119                |

### Composition à partir de 2015
Le nouveau canton de Marans comprend vingt communes entières.
| Nom                            | Code Insee | Intercommunalité    | Superficie (km2) | Population (dernière pop. légale) | Densité (hab./km2) | Modifier                                    |
| ------------------------------ | ---------- | ------------------- | ---------------- | --------------------------------- | ------------------ | ------------------------------------------- |
| Marans (bureau centralisateur) | 17218      | CC Aunis Atlantique | 82,49            | 4 487 (2022)                      | 54                 | modifier les données · modifier les données |
| Andilly                        | 17008      | CC Aunis Atlantique | 28,63            | 2 314 (2022)                      | 81                 | modifier les données · modifier les données |
| Angliers                       | 17009      | CC Aunis Atlantique | 10,74            | 1 366 (2022)                      | 127                | modifier les données · modifier les données |
| Benon                          | 17041      | CC Aunis Atlantique | 46,62            | 1 811 (2022)                      | 39                 | modifier les données · modifier les données |
| Charron                        | 17091      | CC Aunis Atlantique | 37,54            | 2 014 (2022)                      | 54                 | modifier les données · modifier les données |
| Courçon                        | 17127      | CC Aunis Atlantique | 19,11            | 2 081 (2022)                      | 109                | modifier les données · modifier les données |
| Cram-Chaban                    | 17132      | CC Aunis Atlantique | 16,06            | 648 (2022)                        | 40                 | modifier les données · modifier les données |
| Ferrières                      | 17158      | CC Aunis Atlantique | 7,59             | 1 459 (2022)                      | 192                | modifier les données · modifier les données |
| La Grève-sur-Mignon            | 17182      | CC Aunis Atlantique | 11,48            | 568 (2022)                        | 49                 | modifier les données · modifier les données |
| Le Gué-d'Alleré                | 17186      | CC Aunis Atlantique | 7,55             | 1 040 (2022)                      | 138                | modifier les données · modifier les données |
| La Laigne                      | 17201      | CC Aunis Atlantique | 4,26             | 494 (2022)                        | 116                | modifier les données · modifier les données |
| Longèves                       | 17208      | CC Aunis Atlantique | 12,63            | 1 061 (2022)                      | 84                 | modifier les données · modifier les données |
| Nuaillé-d'Aunis                | 17267      | CC Aunis Atlantique | 16,47            | 1 259 (2022)                      | 76                 | modifier les données · modifier les données |
| La Ronde                       | 17303      | CC Aunis Atlantique | 20,79            | 1 005 (2022)                      | 48                 | modifier les données · modifier les données |
| Saint-Cyr-du-Doret             | 17322      | CC Aunis Atlantique | 17,08            | 683 (2022)                        | 40                 | modifier les données · modifier les données |
| Saint-Jean-de-Liversay         | 17349      | CC Aunis Atlantique | 41,42            | 3 050 (2022)                      | 74                 | modifier les données · modifier les données |
| Saint-Ouen-d'Aunis             | 17376      | CC Aunis Atlantique | 8,82             | 2 133 (2022)                      | 242                | modifier les données · modifier les données |
| Saint-Sauveur-d'Aunis          | 17396      | CC Aunis Atlantique | 19,66            | 1 885 (2022)                      | 96                 | modifier les données · modifier les données |
| Taugon                         | 17439      | CC Aunis Atlantique | 15,70            | 772 (2022)                        | 49                 | modifier les données · modifier les données |
| Villedoux                      | 17472      | CC Aunis Atlantique | 15,84            | 2 241 (2022)                      | 141                | modifier les données · modifier les données |
| Canton de Marans               | 1709       |                     | 440,48           | 32 371 (2022)                     | 73                 | modifier les données                        |

## Démographie

### Démographie avant 2015
| 1962  | 1968  | 1975  | 1982  | 1990  | 1999  | 2006   | 2011   | 2012   |
| ----- | ----- | ----- | ----- | ----- | ----- | ------ | ------ | ------ |
| 6 906 | 7 085 | 7 983 | 8 834 | 9 150 | 9 644 | 11 568 | 12 232 | 12 624 |

### Démographie depuis 2015
En 2022, le canton comptait 32 371 habitants, en évolution de +9,51 % par rapport à 2016 (Charente-Maritime : +4,04 %, France hors Mayotte : +2,11 %).
| 2013   | 2018   | 2022   |
| ------ | ------ | ------ |
| 28 363 | 30 188 | 32 371 |